# Channel 42
Channel 42 è un singolo realizzato dal produttore discografico canadese deadmau5 in collaborazione con il produttore Wolfgang Gartner, quarto estratto dal sesto album in studio di Zimmerman > album title goes here <.
Nel febbraio 2012, due versioni work-in-progress della canzone sono state caricate sull'account SoundCloud di Zimmerman. Erano intitolati rispettivamente Channel 41 e Channel 42. È stato pubblicato con tre remix come EP il 12 febbraio 2013 attraverso l'etichetta di Zimmerman mau5trap.

## Tracce
1. Channel 42
2. Channel 42 (Nom de Strip Remix)
3. Channel 42 (Eekkoo Remix)
4. Channel 42 (GTA Remix)